# MÁV-Baureihe 426
Die MÁV-Baureihe 426 (bis 2015 6342) sind Nahverkehrstriebzüge aus dem von Siemens Transportation Systems entwickelten Fahrzeugkonzept Desiro Classic mit dieselmechanischem Antrieb. Betreiber ist die ungarische Staatsbahn Magyar Államvasutak (MÁV). Technisch sind die Fahrzeuge nahezu baugleich mit den Triebwagen der Reihe 642 der Deutschen Bahn. Lediglich die Fahrzeugeinrichtung des ungarischen Zugbeeinflussungssystems, ungarischer Zugfunk, ausfahrbare Trittstufen und Rückblickspiegeln wurden hinzugefügt.

## Geschichte
Im April 2002 gab die ungarische Staatsbahn bei Siemens einen ersten Auftrag über dreizehn zweiteilige Einheiten im Wert von rund 35,6 Millionen Euro auf. Zusätzlich zu diesen im Herbst 2003 ausgelieferten dreizehn Triebzügen wurden im November 2004 weitere zehn Fahrzeuge bestellt, welche bis Januar 2006 ausgeliefert waren. Alle Fahrzeuge wurden im Werk Krefeld-Uerdingen hergestellt. Die Triebzüge verkehren im täglichen Personenverkehr zwischen der Hauptstadt Budapest und Esztergom an der Grenze zur Slowakei, sowie am Wochenende als InterCity-Zug nach Sátoraljaújhely und nach Baja (über Bátaszék).
Gelegentlich erfolgen auch Sonderfahrten mit den ungarischen Desiro-Triebzügen. So wurde beispielsweise mit einem der Dieseltriebzüge, die eigentlich für den Regionalverkehr ausgelegt sind, zum Weltjugendtag 2005 eine Sonderfahrt von Esztergom nach Köln durchgeführt.
2009 wurden weitere acht Desiro Classic aus Griechenland nach Ungarn überstellt. Die Triebwagen waren zuvor leihweise bei der griechischen Staatsbahn OSE im Einsatz, die jedoch nach Elektrifizierungsmaßnahmen keinen weiteren Bedarf an den Dieseltriebzügen hatte. Diese acht Einheiten befinden sich nicht im Besitz der ungarischen Staatsbahn, sondern werden vom griechischen Unternehmen Hellenic Shipyards geleast. Ihr Einsatzgebiet liegt nördlich des Balaton auf der Strecke von Székesfehérvár nach Tapolca. Dazu wurden die Fahrzeuge an das ungarische Zugbeeinflussungssystem angepasst und mit der roten Farbgebung der MÁV versehen.